# 松原弘志
松原弘志（まつばら ひろし）は、日本の映像プロデューサー、ディレクター。TBSスパークル (旧TBSビジョン) チーフプロデューサー、ディレクター。鳥取県米子市出身。

## 人物・来歴
TBSビジョンに所属し、ドラマタイトルバックやスポット、CM、PVなど幅広く手がける。1997年、モントレー国際広告フェスティバル受賞。1997年、第15回ドラマアカデミー賞受賞。
代表作は「青い鳥」「美しい人」などのドラマタイトルバック、番組企画「24人の加藤あい」など。その他、世界の楽園を巡るドキュメンタリー「RAKUEN 三好和義と巡る楽園の旅」（amazonプライムビデオ）の総合演出も手がける。
趣味は映画鑑賞、読書。

## エピソード
撮影では、とにかく水を使うことを好む。スタジオ撮影の場合であっても、セットに大量の雨を降らせる。2000年「君が教えてくれたこと」のタイトルバック撮影時、リハーサルにもかかわらず雨を降らせたことがある。同作に出演したともさかりえは、控え室にまで響く雨の轟音を聞き、驚いたという。
2001年「白い影」のタイトルバック撮影では、水槽に沈む中居正広本人を撮影した。
2002年、中島美嘉の「Helpless Rain」PVでは、中島本人が水槽に沈むシーンがある。このシーンは中島本人のリクエストで、華奢な体が浮くのを防ぐためウエイトをつけて撮影。中島は溺れる寸前まで耐えた。ちなみにこの水中撮影では、撮影・篠田昇氏の私物である16mmカメラを使用。しかし撮影で水没してしまい、使えなくなった。
2003年「あなたとの日々」のPV撮影は、柴田淳が松原のファンであったことから実現した企画だった。この撮影では、水を張ったバスタブに柴田本人が沈むシーンがある。
1997年、TBSステーションイメージスポットをプロデュース。これは大友克洋氏が監督を、そしてプロダクションIGがフルデジタルアニメ制作を手がけ、話題になる。この作品をきっかけに大友氏は、今までゾンビ色と言われた人物の色彩設定を、明るくシャープなものへと変更している。
2006年「誰よりもママを愛す」タイトルバック撮影では、6人乗りのオリジナルデザイン自転車を製作（製作サンクアール）。プロペラ付きのサイドカーという斬新なデザインがうけ、現在は自転車博物館に展示されている。

## 作品
- TBSステーションイメージスポット（1997年11月）−監督：大友克洋、アニメーション：Production I.G
- ひとりぼっちの君に（1998年7月）−撮影：無州英行、照明：藤井稔恭、美術：高淵勇人、SFX：山本乃梨子
- 天国に一番近い男（1999年1月）−撮影：シグママコト、照明：藤井稔恭
- 魔女の条件（1999年4月）−撮影：篠田昇、照明：中村裕樹、美術：高淵勇人
- 独身生活（1997年7月）−撮影：篠田昇、照明：中村裕樹、美術：高淵勇人
- QUIZ（2000年4月）−監督：小島淳二、撮影：加藤晶一
- 真夏のメリークリスマス（2000年10月）−撮影：篠田昇、照明：中村裕樹
- LOVE STORY（2001年4月）−撮影：篠田昇、照明：中村裕樹、美術：高淵勇人
- 恋を何年休んでますか（2001年10月）−撮影：篠田昇、照明：高屋齋、美術：高淵勇人
- First Love（2002年4月）−撮影：篠田昇、照明：中村裕樹、美術：高淵勇人
- 高校教師（2003年1月）−撮影：篠田昇、照明：中村裕樹、美術：高淵勇人
- 03年TBSキャンペーンスポット（2003年3月）−撮影：藤井春日、照明：中村裕樹、美術：高淵勇人
- 元カレ（2003年7月）−撮影：篠田昇、照明：中村裕樹、美術：高淵勇人
- オレンジデイズ（2004年4月）−撮影：篠田昇、照明：中村裕樹
- 逃亡者（2004年7月）−撮影：河津太郎、美術：高淵勇人
- BPO（2004年7月）−監督：石田兵衛、アニメーション：峰岸裕和
- 輪舞曲（2006年1月）−撮影：金利明、照明：中村裕樹、美術：高淵勇人
- 弁護士のくず（2006年4月）−撮影：金利明、照明：中村裕樹、美術：高淵勇人、VFX：石田兵衛
- 潜入探偵トカゲ（2013年4月）−監督：梅田悟司
- スペシャルドラマ「捨て猫に拾われた男」（2019年2月）− 脚本：小林弘利
- WOWOWオリジナルドラマ　椅子（2022年）- 撮影：小林基己　加藤航平、照明：中村裕樹　渡辺昌[1]

## タイトルバック
- キャンバス・ノート（1996年1月）−撮影：無州英行、照明：藤井稔恭
- 協奏曲（1996年10月）−撮影：無州英行、照明：一明圭三、美術：高淵勇人
- 職員室（1997年7月）−撮影：シグママコト、照明：藤井稔恭
- 青い鳥（1997年10月）−撮影：無州英行、照明：一明圭三、美術：高淵勇人
- 青の時代（1998年7月）−撮影：篠田昇、照明：中村裕樹、美術：高淵勇人
- ひとりぼっちの君に（1998年7月）−撮影：無州英行、照明：藤井稔恭、美術：高淵勇人、SFX：山本乃梨子
- 聖者の行進（1998年1月）−撮影：篠田昇、照明：中村裕樹、美術：高淵勇人
- 美しい人（1999年10月）−撮影：篠田昇、照明：中村裕樹、美術：高淵勇人
- 恋の神様（2000年1月）−撮影：篠田昇、照明：中村裕樹、美術：高淵勇人
- 君が教えてくれたこと OP・エンディング（2000年4月）−撮影：篠田昇、照明：中村裕樹、美術：高淵勇人
- QUIZ（2000年4月）−監督：小島淳二、撮影：加藤昌一
- 真夏のメリークリスマス（2000年10月）−撮影：篠田昇、照明：中村裕樹
- 白い影（2001年1月）−撮影：篠田昇、照明：中村裕樹、美術：高淵勇人
- 末っ子長男姉三人（2003年10月）−撮影：篠田昇、照明：中村裕樹、美術：高淵勇人、VFX：石田兵衛
- 誰よりもママを愛す（2006年7月）−撮影：金利明、照明：中村裕樹、美術：高淵勇人、VFX：石田兵衛

## 受賞歴
- 1996年
  - 第11回ザテレビジョンドラマアカデミー賞 タイトルバック賞（『協奏曲』）
- 1997年
  - 第15回ザテレビジョンドラマアカデミー賞 タイトルバック賞（『青い鳥』）
- 1998年
  - 第17回ザテレビジョンドラマアカデミー賞 タイトルバック賞（『カミさんなんかこわくない』）

## PV
- 中島美嘉「Helpless Rain」（2002年5月）−撮影：篠田昇、照明：中村裕樹、美術：高淵勇人
- 藤木直人「天使ノ虹」（2003年2月）−撮影：くさば正彦、照明：中村裕樹、美術：高淵勇人、VFX：石田兵衛
- 柴田淳「あなたとの日々」（2003年9月）−撮影：篠田昇、照明：中村裕樹、美術：高淵勇人
- 柴田淳「未成年」（2004年1月）−撮影：くさば正彦、照明：中村裕樹、美術：高淵勇人、VFX：石田兵衛
- 柴田淳「白い世界」（2005年2月）−撮影：金利明、照明：中村裕樹、美術：高淵勇人、VFX：石田兵衛
- 中山うり「月とラクダの夢を見た」（2007年2月）−撮影：金利明、照明：中村裕樹、美術：高淵勇人
- 中山うり「マドロス横丁」（2007年5月）−撮影：金利明、照明：中村裕樹、美術：高淵勇人、VFX：石田兵衛
- 秦基博「青い蝶」（2007年9月）−撮影：金利明、照明：中村裕樹、美術：高淵勇人、VFX：石田兵衛
- 中山うり「夏祭り鮮やかに」（2008年4月）−撮影：金利明、照明：中村裕樹、美術：高淵勇人、VFX：石田兵衛

## 番組
- 24人の加藤あい（2001年8月、TBS）−撮影：篠田昇、照明：中村裕樹、美術：高淵勇人

## アニメ
- 真夜中の動物園・アホウドリ編（2015年4月、Eテレ）−監督：重田祐介
- 真夜中の動物園・ニホンウナギ編（2015年4月、Eテレ）−監督：重田祐介

## 配信番組
- 「RAKUEN」タヒチ・マルケサス編（2016年6月、amazonプライムビデオ）−監督：松原弘志、撮影：小林基己
- 「RAKUEN」モルディブ編（2016年7月）−監督：日下宏美、撮影：石原定務
- 「RAKUEN」スリランカ編（2016年8月）−監督：日下宏美、撮影：石原定務
- 「RAKUEN」セイシェル編（2016年9月）−監督：日下宏美、撮影：石原定務
- 「RAKUEN」エジプト編（2016年10月）−監督：日下宏美、撮影：石原定務
- 「RAKUEN」バリ編（2016年11月）−監督：和田好充、撮影：西雄一
- 「RAKUEN」八重山諸島編（2016年12月）−監督：松原弘志、撮影：小林基己
- 「RAKUEN」ケニア編（2017年1月）−監督：松原弘志、撮影：小林基己
- 「RAKUEN」アブダビ編（2017年2月）−監督：松原弘志、撮影：小林基己
- 「RAKUEN」フィリピン編（2017年3月）−監督：松原弘志、撮影：小林基己
- 「RAKUEN」ニューカレドニア編（2017年4月）−監督：松原弘志、撮影：小林基己
- 「RAKUEN」屋久島・奈良室生編（2017年5月）−監督：日下宏美、撮影：石原定務

## その他
- 小西キス「くちびるのお話」（2014年9月、全7話）−撮影：小林基己
- 小西キス「くちびるのお話2」（2015年7月、全4話）−撮影：小林基己